# Navy
Navy (Emerald Point N.A.S.) è una serie televisiva statunitense in 22 episodi trasmessi per la prima volta nel corso di una sola stagione dal 1983 al 1984.
È una serie drammatica incentrata sulle vicende del personale di una aerostazione navale (Naval Air Station o N.A.S.) della marina militare statunitense situata da qualche parte nel Sud America. La serie comibina intrighi familiari e romantici con storie di spionaggio e militari. Tra i personaggi principali vi è il retroammiraglio Thomas Mallory, vedovo con tre figlie, e il comandante Jack Warren, sposato con Celia, una delle figlie di Mallory.

## Personaggi e interpreti
- Retroammiraglio Thomas Mallory (22 episodi, 1983-1984), interpretato da Dennis Weaver.
- Maggie Farrell (22 episodi, 1983-1984), interpretato da Maud Adams.
- Tenente Glenn Matthews (22 episodi, 1983-1984), interpretato da Andrew Stevens.
- Tenente Comandante Jack Warren (22 episodi, 1983-1984), interpretato da Charles Frank.
- Tenente Simon Adams (22 episodi, 1983-1984), interpretato da Richard Dean Anderson.
- Hilary Adams (22 episodi, 1983-1984), interpretata da Sela Ward.
- Leslie Mallory (22 episodi, 1983-1984), interpretato da Doran Clark.
- Kay Mallory Matthews (22 episodi, 1983-1984), interpretata da Stephanie Dunnam.
- Celia Mallory Warren (22 episodi, 1983-1984), interpretata da Susan Dey.
- Deanna Kincaid (19 episodi, 1983-1984), interpretata da Jill St. John.
- Ammiraglio Yuri Bukharin (16 episodi, 1983-1984), interpretato da Robert Loggia.
- Tenente Alexi Gorichenko (16 episodi, 1983-1984), interpretato da Michael Carven.
- Harlan Adams (13 episodi, 1983-1984), interpretato da Robert Vaughn.
- David Marquette (11 episodi, 1983-1984), interpretato da Michael Brandon.
- Harlan Adams (9 episodi, 1983), interpretato da Patrick O'Neal.
- Scott Farrell (9 episodi, 1983-1984), interpretato da Darryl Cooksey.
- Tenente Donald Griffin (8 episodi, 1983-1984), interpretato da Glenn Morrissey.
- Christopher Bailey (8 episodi, 1983), interpretato da Richard Eden.
- Colonnello Willie Shell (6 episodi, 1983), interpretato da William Smith.
- Dottor Robards (5 episodi, 1984), interpretato da Gail Strickland.

### Guest star
Tra le guest star: Joel Bailey, Macon McCalman, Bever-Leigh Banfield, Judy Baldwin, Michael Gates, Matt George, Peter Marc Jacobson, Michael John Meyer, Glenn Morrissey, Richard Pierson, John Randolph, Whit Bissell, Phillip Clark, Darryl Cooksey, John Bennett Perry, Grainger Hines, John Rubinstein, John Callahan, Gary Hudson, Bruce Gray, Nataraj Watkins, Philip Sterling, Ray Wise.

## Produzione
La serie, ideata da Richard Shapiro e Esther Shapiro (creatori di Dynasty), fu prodotta da 20th Century Fox Television e girata nei 20th Century Fox Studios a Century City a Los Angeles, a Malibu (scene del cottage sulla spiaggia), ad Encino (scene intorno all'abitazione di Harlan Adam), nella Mattison Boyd Jones House a Glendale (scene intorno all'abitazione di Thomas Mallory) e nel Naval Air Station Point Mugu di Point Mugu, in California. Le musiche furono composte da Bill Conti.

### Registi
Tra i registi sono accreditati:
- Robert Becker in 3 episodi (1983-1984)
- Larry Elikann in 3 episodi (1983-1984)
- Bill Duke in 2 episodi (1983-1984)
- Harry Falk in 2 episodi (1983)
- Ernest Pintoff in 2 episodi (1984)

### Sceneggiatori
Tra gli sceneggiatori sono accreditati:
- Esther Shapiro in 22 episodi (1983-1984)
- Richard Shapiro in 22 episodi (1983-1984)
- Rita Lakin in 7 episodi (1984)
- Stephen Black in 6 episodi (1983-1984)
- Henry Stern in 6 episodi (1983-1984)
- Ronald Cowen in 2 episodi (1983)
- Bridget Dobson in 2 episodi (1983)
- Jerome Dobson in 2 episodi (1983)
- Daniel Lipman in 2 episodi (1983)
- Robert Schlitt in 2 episodi (1983)
- Diana Kopald Marcus in 2 episodi (1984)
- Michael Russnow in 2 episodi (1984)

## Distribuzione
La serie fu trasmessa negli Stati Uniti dal 26 settembre 1983 al 12 marzo 1984 sulla rete televisiva CBS. In Italia è stata trasmessa a metà degli anni 1980 su Canale 5, a partire dal 5 luglio 1985, con il titolo Navy.
Alcune delle uscite internazionali sono state:
- negli Stati Uniti il 26 settembre 1983 (Emerald Point N.A.S.)
- in Spagna (Escándalo en la Marina)
- in Francia (Scandales à l'amirauté)
- in Italia (Navy)

## Episodi
| Stagione       | Episodi | Prima TV USA | Prima TV Italia |
| -------------- | ------- | ------------ | --------------- |
| Prima stagione | 22      | 1983-1984    | 1985            |